# Coracis Fossae
Le Coracis Fossae sono una struttura geologica della superficie di Marte.